# Stardust (chanson)
Pour les articles homonymes, voir Stardust.
Stardust est une chanson de musique populaire américaine composée en 1927 par Hoagy Carmichael. Mitchell Parish ajouta des paroles en 1929. Le morceau s'intitulait à la base Star Dust et Hoagy Carmichael a enregistré ce morceau pour la première fois (en version instrumentale) au studio Gennett Records à Richmond. Ce morceau est devenu un standard, et est considéré comme l'un des plus enregistrés du XXe siècle, avec plus de 1 500 enregistrements différents. En 2004, l'enregistrement instrumental original de Carmichael de 1927 a été l'une des 50 compositions choisies par la bibliothèque du Congrès pour être conservé dans la banque nationale d'enregistrement des États-Unis.